# Selección de fútbol sub-17 de Tailandia
La Selección de fútbol sub-17 de Tailandia, conocida también como la Selección infantil de fútbol de Tailandia, es el equipo que representa al país en la Copa Mundial de Fútbol Sub-17, en el Campeonato Sub-16 de la AFC y en otros torneos similares a nivel infantil, y es controlada por la Asociación de Fútbol de Tailandia.

## Palmarés
- Campeonato Sub-16 de la AFC: 1
  -  Campeón: 1998
  -  Subcampeón: 1996

- Campeonato Sub-16 de la ASEAN: 2

2007, 2011
- Singapore Lion City Cup: 2

1982, 2008

## Estadísticas

### Mundial Sub-17
| Récord         | Récord                | Récord       | Récord       | Récord       | Récord       | Récord       | Récord       |
| Año            | Ronda                 | J            | G            | E            | P            | GF           | GC           |
| -------------- | --------------------- | ------------ | ------------ | ------------ | ------------ | ------------ | ------------ |
| de 1985 a 1995 | No clasificó          | No clasificó | No clasificó | No clasificó | No clasificó | No clasificó | No clasificó |
| 1997           | Fase de grupos        | 3            | 0            | 0            | 3            | 4            | 12           |
| 1999           | Fase de grupos        | 3            | 0            | 0            | 3            | 1            | 17           |
| de 2001 a 2015 | No clasificó          | No clasificó | No clasificó | No clasificó | No clasificó | No clasificó | No clasificó |
| 2017           | No clasificó          | No clasificó | No clasificó | No clasificó | No clasificó | No clasificó | No clasificó |
| 2019           | No clasificó          | No clasificó | No clasificó | No clasificó | No clasificó | No clasificó | No clasificó |
| 2023           | No clasificó          | No clasificó | No clasificó | No clasificó | No clasificó | No clasificó | No clasificó |
| Total          | Mejor: Fase de Grupos | 6            | 0            | 0            | 6            | 5            | 29           |

### Campeonato AFC U-16
| Récord | Récord                                     | Récord                                     | Récord                                     | Récord                                     | Récord                                     | Récord                                     | Récord                                     |                                            |
| Año    | Ronda                                      | J                                          | G                                          | E                                          | P                                          | GF                                         | GC                                         |                                            |
| ------ | ------------------------------------------ | ------------------------------------------ | ------------------------------------------ | ------------------------------------------ | ------------------------------------------ | ------------------------------------------ | ------------------------------------------ | ------------------------------------------ |
| 1985   | 4.º lugar                                  | -                                          | -                                          | -                                          | -                                          | -                                          | -                                          |                                            |
| 1986   | No clasificó                               | No clasificó                               | No clasificó                               | No clasificó                               | No clasificó                               | No clasificó                               | No clasificó                               |                                            |
| 1988   | 1.ª Ronda                                  | 4                                          | 1                                          | 1                                          | 2                                          | 4                                          | 5                                          |                                            |
| 1990   | No clasificó                               | No clasificó                               | No clasificó                               | No clasificó                               | No clasificó                               | No clasificó                               | No clasificó                               |                                            |
| 1992   | 1.ª Ronda                                  | 3                                          | 1                                          | 0                                          | 2                                          | 3                                          | 5                                          |                                            |
| 1994   | No clasificó                               | No clasificó                               | No clasificó                               | No clasificó                               | No clasificó                               | No clasificó                               | No clasificó                               |                                            |
| 1996   | Finalista                                  | 6                                          | 4                                          | 1                                          | 1                                          | 16                                         | 4                                          |                                            |
| 1998   | Campeón                                    | 6                                          | 3                                          | 2                                          | 1                                          | 13                                         | 7                                          |                                            |
| 2000   | 1.ª Ronda                                  | 4                                          | 1                                          | 0                                          | 3                                          | 4                                          | 9                                          |                                            |
| 2002   | No clasificó                               | No clasificó                               | No clasificó                               | No clasificó                               | No clasificó                               | No clasificó                               | No clasificó                               |                                            |
| 2004   | 1.ª Ronda                                  | 3                                          | 1                                          | 0                                          | 2                                          | 4                                          | 7                                          |                                            |
| 2006   | No clasificó                               | No clasificó                               | No clasificó                               | No clasificó                               | No clasificó                               | No clasificó                               | No clasificó                               |                                            |
| 2008   | No clasificó                               | No clasificó                               | No clasificó                               | No clasificó                               | No clasificó                               | No clasificó                               | No clasificó                               |                                            |
| 2010   | No clasificó                               | No clasificó                               | No clasificó                               | No clasificó                               | No clasificó                               | No clasificó                               | No clasificó                               |                                            |
| 2012   | 1.ª Ronda                                  | 3                                          | 0                                          | 0                                          | 3                                          | 2                                          | 7                                          |                                            |
| 2014   | 1.ª Ronda                                  | 3                                          | 1                                          | 0                                          | 2                                          | 1                                          | 3                                          |                                            |
| 2016   | 1.ª Ronda                                  | 3                                          | 0                                          | 1                                          | 2                                          | 5                                          | 10                                         |                                            |
| 2018   | 1.ª Ronda                                  | 3                                          | 1                                          | 0                                          | 2                                          | 7                                          | 9                                          |                                            |
| 2020   | Cancelado debido a la pandemia de COVID-19 | Cancelado debido a la pandemia de COVID-19 | Cancelado debido a la pandemia de COVID-19 | Cancelado debido a la pandemia de COVID-19 | Cancelado debido a la pandemia de COVID-19 | Cancelado debido a la pandemia de COVID-19 | Cancelado debido a la pandemia de COVID-19 | Cancelado debido a la pandemia de COVID-19 |
| 2023   | Cuartos de final                           | 4                                          | 3                                          | 0                                          | 1                                          | 7                                          | 5                                          |                                            |
| Total  | Mejor: Campeón                             | 32                                         | 12                                         | 4                                          | 16                                         | 47                                         | 46                                         |                                            |

### Torneo AFF U16
| Récord | Récord       | Récord       | Récord       | Récord       | Récord       | Récord       | Récord       |
| Año    | Ronda        | J            | G            | E            | P            | GF           | GC           |
| ------ | ------------ | ------------ | ------------ | ------------ | ------------ | ------------ | ------------ |
| 2005   | Finalista    | 4            | 3            | 0            | 1            | 12           | 9            |
| 2006   | No participó | No participó | No participó | No participó | No participó | No participó | No participó |
| 2007   | Campeón      | 6            | 5            | 0            | 1            | 15           | 7            |
| 2008   | No participó | No participó | No participó | No participó | No participó | No participó | No participó |
| 2009   | Cancelado    | Cancelado    | Cancelado    | Cancelado    | Cancelado    | Cancelado    | Cancelado    |
| 2010   | No participó | No participó | No participó | No participó | No participó | No participó | No participó |
| 2011   | Campeón      | 6            | 4            | 2            | 0            | 14           | 4            |
| 2012   | 4.º lugar    | 3            | 0            | 0            | 3            | 2            | 8            |
| 2013   | No participó | No participó | No participó | No participó | No participó | No participó | No participó |
| Total  | : Campeón    | 19           | 12           | 2            | 3            | 43           | 28           |

- Desde 2008 el torneo es sub-16, ya que antes era sub-17.